# أندريا لوكوفيتش
أندريا لوكوفيتش (بالسيريلية الصربية: Андрија Луковић) هو لاعب كرة قدم صربي في مركز الوسط، ولد في 24 أكتوبر 1994 في بلغراد في صربيا. شارك مع منتخب صربيا تحت 19 سنة لكرة القدم ومنتخب صربيا تحت 21 سنة لكرة القدم. أما مع النوادي، فقد لعب مع بي أيه إس كيه بيوغراد وراد بيوغراد ونادي آيندهوفن.

## وصلات خارجية
- أندريا لوكوفيتش على موقع الاتحاد الأوربي (الإنجليزية)
- أندريا لوكوفيتش على موقع قاعدة بيانات كرة القدم.إي يو (الإنجليزية)
- أندريا لوكوفيتش على موقع ليكيب (الفرنسية)
- أندريا لوكوفيتش على موقع Soccerway.com (الإنجليزية)
- أندريا لوكوفيتش على موقع عالم كرة القدم.نت (الإنجليزية)